# Zwarte bronsvleugelduif
De zwarte bronsvleugelduif (Henicophaps albifrons) is een vogel uit de familie Columbidae (duiven).

## Verspreiding en leefgebied
Deze soort is endemisch in Nieuw-Guinea en telt twee ondersoorten:
- H. a. albifrons: westelijke Papoea-eilanden, Nieuw-Guinea, Japen (nabij noordwestelijk Nieuw-Guinea).
- H. a. schlegeli: de Aru-eilanden (zuidwestelijk van Nieuw-Guinea).